# Шапиро Эшер, Мэрили
Мэрили Шапиро Эшер (англ. Marilee Shapiro Asher, урождённая Харрис, англ. Harris; 17 ноября 1912, Чикаго — 11 сентября 2020) — американская художница и скульптор, долгожитель.

## Биография
Родилась в Чикаго в еврейской семье. В возрасте шести лет переболела гриппом-«испанкой».
Сформировалась как художник и ценитель искусства под влиянием старшей сестры, художницы Элинор Харрис (1899—1994), в дальнейшем вице-президента Центра искусств Уокера в Миннеаполисе; их мать, Бонни Харрис (настоящее имя Ребекка Левин, 1870—1962), по примеру двух дочерей в глубокой старости также начала рисовать и завоевала профессиональное признание как художник-примитивист. Мэрили начала художественное образование как скульптор в арт-школе, созданной по инициативе Управления общественных работ США, занималась в студии Александра Архипенко. В 1936 г. впервые приняла участие в групповой выставке. В 1943 г. вместе с трёхмесячным сыном присоединилась к своему первому мужу Бернарду Шапиро, юристу, чуть ранее обосновавшемуся в Вашингтоне, и продолжила своё образование в Американском университете, где в 1947 г. состоялась её первая персональная выставка. В дальнейшем выставлялась в Художественном музее Смарт в Чикаго, в Вассар-колледже, в различных вашингтонских галереях. В начале XXI века окончила курсы цифровой фотографии в рамках художественной школы при Галерее искусства Коркоран, после чего продолжила работать как фотохудожник. «Поначалу Фотошоп приводил меня в отчаяние, но когда я научилась превращать мои старые рисунки и отпечатки в новые образы, это дало мне и новый взгляд на искусство акварели», — отмечала она.
Книгу о Мэрили Шапиро Эшер, её сестре и матери под названием «Семья художников» (англ. A family of artists: Bonnie Harris, Eleanor Harris, Marilee Harris Shapiro) опубликовал в 1999 г. её второй муж Роберт Эшер. В 2015 г. сама Шапиро опубликовала автобиографию «Танцуя среди чуда» (англ. Dancing in the Wonder), название которой, по её словам, отсылает к песне Фрэнка Синатры «Танцуя в темноте».
В 2020 г. Мэрили Шапиро Эшер привлекла к себе широкое внимание медиа после того, как на 108-м году жизни заразилась COVID-19 и сумела справиться с болезнью, — став тем самым одним из немногих людей на планете, выздоровевших в ходе обеих крупнейших пандемий последних двух веков. «Между творческой энергией и жизненной силой определённо есть какая-то мистическая связь», — заявил в связи с этим Борис Акунин.